# Cristian Fabbiani
Cristian Gastón „Ogro” Fabbiani Candia (ur. 3 września 1983 w Ciudad Evita) – argentyński piłkarz występujący na pozycji napastnika, trener piłkarski, od 2025 roku prowadzi Newell’s Old Boys.

## Kariera klubowa
Fabbiani jest wychowankiem Lanús, którego barwy reprezentował w latach 2001-2007. W tym czasie był wypożyczany do chilijskiego Palestino i izraelskiego Beitaru. W 2007 roku został pozyskany za 1,7 mln euro do rumuńskiego CFR 1907 Kluż, w którym zdobył tytuł mistrza Rumunii i Puchar Rumunii. Był dwukrotnie wypożyczany do swojej ojczyzny – w latach 2008-2009 do Newell’s Old Boys, a rok później za kwotę 400 tys. euro do River Plate. Niedługo po powrocie z tego ostatniego wypożyczenia rozwiązał kontrakt z klubem.

## Osiągnięcia
- CFR Kluż
  - Mistrz Rumunii: 2008
  - Zdobywca Pucharu Rumunii: 2008